# Lucie J. Lipschutz
Lucie Josephine Lipschutz Gabriel (París, 19 de enero de 1929 - 11 de abril de 2023), fue una escritora, dramaturga, traductora, poetisa y guionista francesa.

## Biografía
Hija de rusos exiliados tras la Revolución, nació en París en 1929. Su infancia transcurre entre Francia, Italia, Rumanía y España. En 1939, tras pasar la guerra civil en Barcelona, se fue a vivir con sus padres a Argentina. Allí terminó sus estudios en el Instituto Nacional de Lenguas Vivas y se graduó en la Universidad de Córdoba. Inició su carrera de traductora del ruso, francés, inglés e italiano y en 1950 fue fundadora, junto a Pedro Asquini y Alejandra Boero de Nuevo Teatro. En 1974 se establece en Madrid con su marido, el reconocido periodista argentino Isidro Gabriel y con sus hijos. Desde entonces no ha dejado de escribir cuentos, novelas, obras de teatro, guiones de cine y series de televisión.
Su libro Escargote y compañía (Ed. Gondomar, 1982) obtuvo el accésit al Premio Nacional de Literatura Infantil de 1982. Su serie de televisión Al fin solos, de trece capítulos protagonizados por Alfredo Landa, fue emitida por Antena 3 en 1994. Guionista de las películas españolas Las huellas borradas (1999), Suspiros del corazón (2007) y Vidas Pequeñas (2011). Entre sus libros destacan El árbol azul (Ed. Fundación María Teresa Maiorana, 1998) y Soy un Marciano (Ed. Gondomar, 1987). Su novela El siglo de las siglas (Ed. Hebraica, 2005 ) recientemente reeditada ampliada y corregida (Ed. Angelina Books, 2017). En ella, Lucie J. Lipschutz narra la vida de sus padres, y a través del relato lleva a cabo la biografía del siglo xx, un siglo de siglas, de grandes empresas, grandes ideales y grandes desastres, donde la Historia y sus historias se entrelazan, facilitándonos la comprensión de nuestro mundo actual, desde una perspectiva histórica y afectiva. 
Fue su última obra y falleció el 11 de abril de 2023 en su domicilio de Madrid a los 94 años de muerte natural.

Mis padres —leemos en el epílogo de El siglo de las siglas— nacieron en un momento particularmente turbulento de la historia contemporánea y lo vivieron no como héroes ni como mártires sino como simples seres humanos. He querido dejar un testimonio de la vida de dos personas entre las muchas que se vieron sacudidos por «las convulsiones volcánicas que han hecho temblar nuestra tierra europea», como dice Stefan Zweig en su autobiografía. La vida de esas dos personas fue una vida azarosa, parecida a la de todos los emigrados rusos lanzados a girar por el mundo como cardos en el viento. Fue una vida atribulada, igual a la de todos los judíos obligados a asistir impotentes al martirio de su pueblo. Fue una vida económicamente difícil, como la de todos aquellos que han nacido sin la sabiduría del zahorí que olfatea el dinero debajo de las piedras. Pero así y todo, fue una vida plena, rica y muy dichosa porque mis padres habían nacido con otra sabiduría, la sabiduría del corazón secreto. El corazón secreto les había enseñado que lo único que importa en la vida es amar y ellos supieron hacerlo hasta el final. [...] Mis padres tuvieron la inmensa suerte de escapar a tiempo de Europa. Su muerte, comparada con la de los seis millones de judíos europeos que no tuvieron esa suerte, fue dulce. El siglo de las siglas es un homenaje a la memoria de mis padres y a la de todos aquellos judíos europeos que no tuvieron esa suerte.
Lucie J. Lipschutz en El siglo de las siglas (2005).

## Obras

### Traducciones

#### Adaptadas para teatro
- Los bajos fondos, de Maxim Gorki (Nuevo Teatro, 1951)
- Medea, de Jean Anouilh (Nuevo Teatro, 1952)
- El amor al prójimo, de Leonid Andréiev (Nuevo Teatro, 1952)
- El canto del cisne, de Antón Chéjov (Nuevo Teatro, 1953)
- Donde el más prudente tropieza, de Alexander Ostrovski (Grupo Teatro Independiente, 1954)
- Demanda contra desconocido, de Georges Neveux (Nuevo Teatro, 1954)
- Zamore, de Georges Neveux (Compañía Osvaldo Bonet, 1956)
- Sistema dos, de Georges Neveux (Grupo Teatro Independiente, 1956)
- Teseo, de Georges Neveux (Grupo Teatro Independiente, 1956)
- Julieta o la clave de los sueños, de Georges Neveux (Grupo Teatro Independiente, 1957)
- Mi suerte y mi canción,  de Georges Neveux (Grupo Teatro Independiente, 1957)
- El oro loco, de Silvio Giovaninetti (Grupo Teatro Independiente, 1958)
- Lo que no sabes, de Silvio Giovaninetti (Grupo Teatro Independiente, 1958)
- La resurrección de los cuerpos, de Loys Masson (Compañía Ma. Luisa Robledo, Teatro Trianon, 1958
- El pan blanco, de Claude Spaak (Compañía Orestes Caviglia, Teatro Nacional de Comedia, 1958)
- Croque-monsieur, de Marcel Mithois (Compañía Paulina Singerman, 1965)
- Madame Princesse, de Félicien Marceau (Compañía Bonet-Argibay-Guzmán, Mar del Plata, 1966)
- El señor está servido, de Serge Veber (Compañía Maggi-Quartucci, teatro Presidente Alvear, 1967)

#### Adaptadas para televisión
Emitidas en los ciclos Obras Maestras del Humor y Teatro como en el teatro por los canales 7 y 9 de la televisión argentina entre los años 1957 y 1965:
- Luz en aquella casa, de Luigi Pirandello
- El justiciero, de Luigi Pirandello
- Un tipo feliz, de Antón Chéjov
- Terrores nocturnos, de Antón Chéjov
- Aprenda francés, de Antón Chéjov
- Magnetismo animal, de O.Henry
- La rosa de los vientos, de Claude Spaak
- La espera del ángel, de Humberto Giannini
- Los que morimos bajo la lluvia, de Biaggi
- Los amigos de mi mujer son mis amigos, de Eugène Labiche (Célimare le bien aimé)

Emitidas en el ciclo Gran teatro universal por el canal 7 en 1969:
- El misterio del cuarto amarillo, de Gaston Leroux
- El médico a palos, de Molière

La mayoría de estas obras fueron transmitidas por Radio del Estado en el ciclo Las Dos Carátulas

#### Traducciones de obras de teatro publicadas
- Ur-Hamlet, atribuida a Thomas Kyd (Editorial SUR)
- El Apolo de Bellac, de Jean Giraudoux (Editorial Norte)
- Beatriz Cenci, de Alberto Moravia (Editorial Norte)
- El oro loco, de Silvio Giovaninetti (Editorial Losange)
- La resurrección de los cuerpos, de Loys Masson (Editorial Norte)

#### Traducciones de libros publicados
- La paradoja del actor, de Vsevolod Pudovkin (Editorial Universitaria de Buenos Aires)
- Archipiélago Gulag, de Alexandr Solzhenitsyn, parte II (Editorial Plaza & Janés 1976)

### Obras originales
En Argentina: Trece episodios de media hora de duración en el ciclo La trastienda del Búho emitidas por canal 7 en 1973.
En España: Novela El siglo de las siglas, publicada por Editorial Hebraica en Madrid, año 2005. Reeditada en 2017 por Editorial Angelina Books. Guiones cinematográficos:
- Las huellas borradas, dirigida por Enrique Gabriel, con Héctor Alterio, Elena Anaya, Asunción Balaguer, Federico Luppi, Mercedes Sampietro, estrenada en 1999.
- Suspiros del corazón, coproducción hispano-argentina dirigida por Enrique Gabriel, con Alejandro Awada, Osvaldo Bonet, Roger Coma, María Dupláa, Gianni Fiori, estrenada en 2007.
- Vidas pequeñas, dirigida por Enrique Gabriel, con Alicia Borrachero, Roberto Enríquez, Ana Fernández, Emilio Gutiérrez-Caba, Ángela Molina, Alicia Sánchez, estrenada en 2011.

#### Obras para televisión
- El expreso de las dos, teatro, emitida por RTVE en 1978.
- La gallina ciega, adaptación de Señor Presidente, de Miguel Ángel Asturias, emitida por RTVE en 1978.
- El kiosco, programa infantil emitido por RTVE en 1985.
- Al fin solos, serie de trece episodios protagonizada por Alfredo Landa y María José Alfonso, emitida por Antena 3 en 1995.

#### Libros infantiles
- Escargote y compañía, Accésit Premio Nacional de Literatura Infantil 1982, publicado por Editorial Gondomar, Madrid 1986.
- Soy un marciano, publicado por Editorial Gondomar, Madrid 1987.
- El árbol azul, publicado por Fundación M.T. Maiorana, Buenos Aires 1998.